# Чарльз, Говард
Го́вард Ча́рльз (англ. Howard Charles, род. 6 сентября 1983, Лондон, Англия) — британский театральный, телевизионный и киноактёр. Наиболее известен по роли Портоса в британском телесериале «Мушкетёры».

## Ранняя жизнь и образование
Чарльз учился в колледже Кингстон (англ. Kingston College) в Британии.
Он посещал Лондонский драматический центр (англ. Drama Centre London) и был отмечен несколькими наградами.

## Фильмография
| Год     | Название на русском   | Название на английском | Роль                     | Примечания                   |
| ------- | --------------------- | ---------------------- | ------------------------ | ---------------------------- |
| 2008    | Славные люди          | Beautiful People       | взрослый Кайли Паркинсон | Эпизод «How I Got My Tongs»  |
| 2011    | Звук                  | Sound                  | Финн                     | Короткометражка              |
| 2012    | Чёрный лес            | Black Forest           | Конрад                   | ТВ фильм                     |
| 2012    | Ведьмы четырёх стихий | Switch                 | Джек                     | Эпизод 1.6                   |
| 2013    | И я                   | &Me                    | Альберт                  |                              |
| 2014–16 | Мушкетёры             | The Musketeers         | Портос                   | Постоянная роль; 30 эпизодов |